# Ichneumon illacessitus
Ichneumon illacessitus là một loài tò vò trong họ Ichneumonidae.